# Raoul Augereau
Raoul Augereau (Chavagné, La Crèche, octubre de 1889 - Le Catelet, 18 de mayo de 1940) fue un militar francés que participó en la Primera y Segunda Guerras Mundiales.

## Biografía
Raoul Jean Eugène Augereau nació en octubre de 1889 en Chavagné, una población de la comuna de La Crèche, en el departamento de Deux-Sevres. Siguiendo los pasos de su padre, que era maestro, entre 1906 y 1909 realizó estudios en la Escuela Normal de Parthenay.
Posteriormente realizó el servicio militar en el 114.º Regimiento de Infantería, pasando a la Escuela Militar de Joinville. Tras una estancia en Blois, finalizó su periodo de servicio en el 125.º Regimiento de Infantería. retornado a la vida civil, fue nombrado profesor, con destino en Mazières-en-Gâtine.

## Primera Guerra Mundial
Con el inicio del conflicto en el verano de 1914, Raoul Augereau ha de abandonar la enseñanza al ser movilizado como teniente del 25.º Batallón de Cazadores a Pie.
El 1 de marzo de 1915 resultó gravemente herido durante una patrulla nocturna en la zona entre líneas. Alcanzado por tres balas, una de ellas le rompió el fémur derecho, causándole un acortamiento de la pierna de cinco centímetros y secuelas que le impedían el servicio en el arma de Infantería. Sin embargo se incorporó a la aviación con el grado de capitán, continuando en servicio como piloto de caza.

## Periodo de entreguerras
Tras la guerra, fue nombrado jefe de vuelo de la Escuela de Aviación de Istres. Posteriormente fue nombrado Comandante de la Escuela de Perfeccionamiento de Étampes.
Entre 1934 y 1938 fue jefe de la aviación militar en Indochina.Después Jefe del Estado Mayor General del Ministerio de Colonias, cargo que ocupaba al estallar la Segunda Guerra Mundial.

## Segunda Guerra Mundial

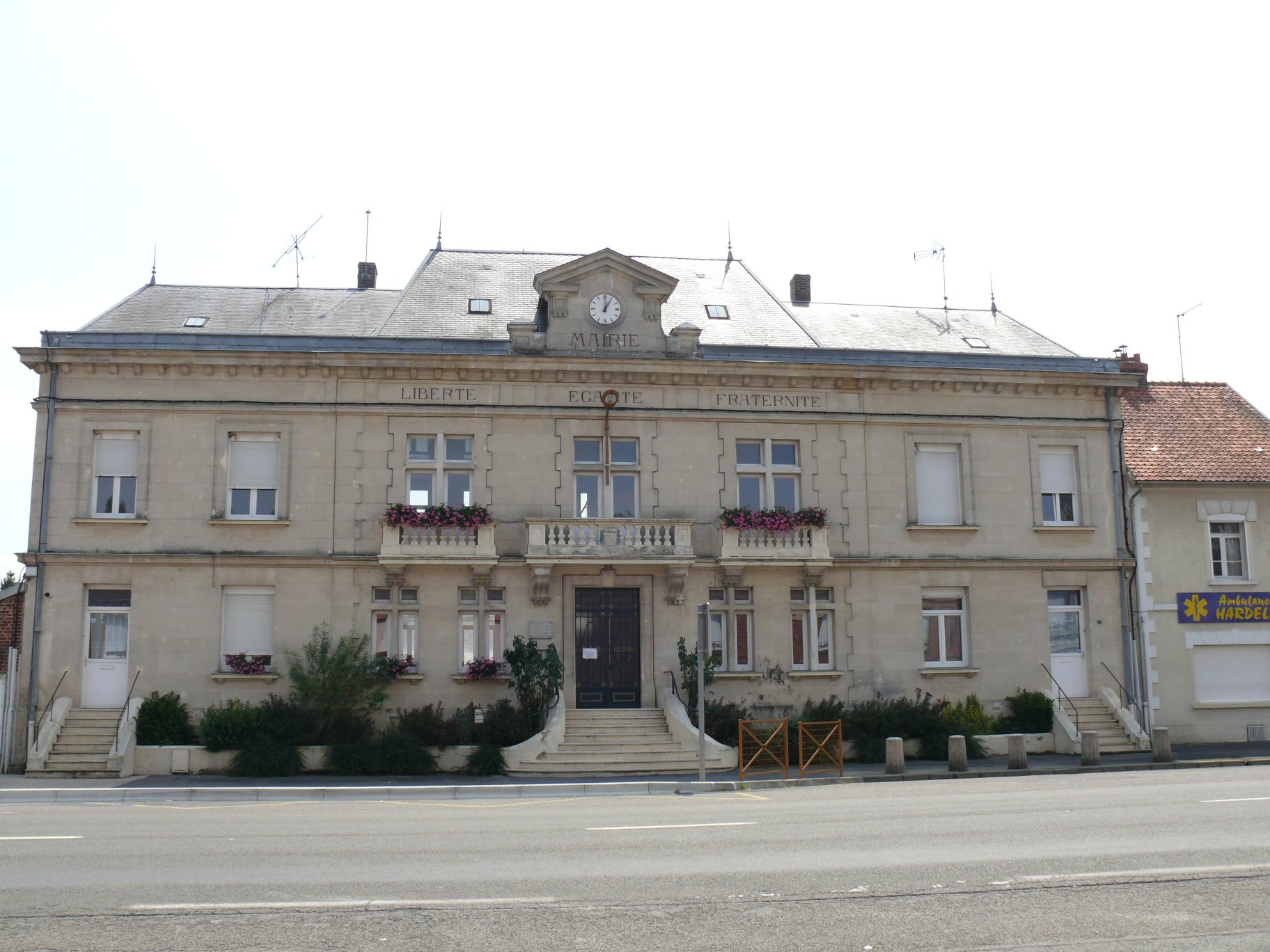
Ayuntamiento de Le Catelet, lugar del fallecimiento de Augereau.

Al inicio de la Segunda Guerra Mundial, es puesto al mando del Ejército del Aire en el sector de Sedán. En el arrollador avance del ejército alemán, su unidad resultó prácticamente destruida, perdiendo todos sus aparatos y con sus efectivos humanos muertos o fuera de combate. Augereau se presentó en el puesto de mando del general Giraud en Le Catelet (Aisne). Murió el 18 de mayo de 1940, al recibir un tiro en la frente mientras defendía el edificio de la alcaldía de la población.